# Scinax tsachila
Scinax tsachila — вид жаб з роду Scinax родини райкових (Hylidae). Описаний у 2018 році.

## Етимологія
Вид названо на честь корінного народу Еквадору тсачила, що живе в джунглях провінції Санто-Домінго-де-лос-Тсачилас.

## Поширення
Ендемік Еквадору. Трапляється в тропічних низовинних вологих лісах провінції Пічинча.

## Опис
Самці завдовжки 27-34 мм, самиці — 33-36 мм. Забарвлення світло-коричневе з темно-коричневими повздовжніми смугами.